# "Love and Theft"
"Love and Theft" —en español: Amor y robo— es el trigésimo primer álbum de estudio del músico estadounidense Bob Dylan, publicado por la compañía discográfica Columbia Records en septiembre de 2001.
El álbum, que produjo el propio Dylan bajo el seudónimo de Jack Frost, contó con el respaldo de su banda habitual en la gira Never Ending Tour y con la colaboración del teclista Augie Meyers, y supuso una continuación musical y lírica de su anterior trabajo, Time Out of Mind, publicado cuatro años antes, con una menor carga experimental debido a la ausencia del productor Daniel Lanois y un mayor peso de géneros musicales como el rock and roll y el blues.
"Love and Theft" obtuvo críticas favorables de la mayoría de la prensa musical y fue definido como el segundo álbum de una trilogía conceptual integrada por su predecesor, Time Out of Mind y por Modern Times, publicado cinco años después. Desde el punto de vista comercial, el álbum alcanzó el puesto cinco en la lista estadounidense Billboard 200, fue certificado como disco de oro por RIAA y se alzó con el Grammy al mejor álbum de folk contemporáneo en la 44.ª entrega de los Premios Grammy.

## Historia

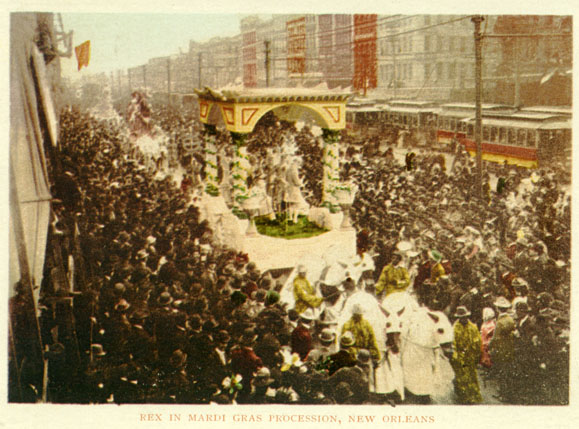
Procesión del Mardi Gras en Nueva Orleans, que inspiró a Dylan a componer «Tweedle Dee & Tweedle Dum».

"Love and Theft" continúa la estela del regreso artístico de Dylan en Time Out of Mind, publicado en 1997 tras varios trabajos de menor repercusión comercial con versiones de canciones folk como Good as I Been to You y World Gone Wrong. El periodista Greg Kot definió el álbum en su crítica para The Chicago Tribune: «"Love and Theft" es el Fables of the Reconstruction de Dylan, donde los mitos, los misterios y el folclore del Sur sirven de trasfondo para uno de los mejores álbumes de roots rock jamás hechos». Supone además el primer álbum producido exclusivamente por el propio músico bajo el seudónimo de Jack Frost, que utilizó con anterioridad en el álbum Time Out of Mind en una producción compartida con Daniel Lanois, que trabajó previamente con Dylan en el álbum Oh Mercy. 
"Love & Theft" abre con la canción «Tweedle Dee & Tweedle Dum», que incluye referencias a escenarios del Mardi Gras en Nueva Orleans, donde los participantes portan máscaras y están «determinados a seguir todo el camino» del desfile, a pesar de estar intoxicado. Según Kot: «[La canción] rueda como una tormenta, con la batería galopando en el horizonte dentro del oído, con riffs de guitarra cortando con precisión mientras se desarrolla la historia de un par de vagabundos que termina en muerte y prepara el escenario para un álbum poblado de pícaros, estafadores, jugadores, pistoleros y desesperados, algunos de ellos con nada que perder, otros fuera de su mente, todos ellos esencialmente estadounidenses».

«Son el tipo de personajes retorcidos e instantáneamente memorables que uno encuentra en los westerns de John Ford, en las novelas de Jack Kerouac, pero especialmente en las canciones de blues y country  de la década de 1920. Es una gira por la música americana —jump blues, blues lentos, rockabilly, Tin Pan Alley baladas, swing— que evocan la expansión, el fatalismo y el humor subversivo de los textos sagrados de Dylan, como la Antología de música folk americana de Harry Smith, las voces de Hank Williams, Charley Patton y Johnnie Ray, entre otros, y el humor de Groucho Marx».

«Mississippi» es un descarte de las sesiones de grabación de Time Out of Mind que Dylan ofreció a la cantante Sheryl Crow para grabar en el álbum The Globe Sessions. En 2004, el grupo Dixie Chicks popularizó la canción en la gira Vote for Change. Varias versiones de la canción grabadas durante las sesiones de grabación de ambos álbumes aparecieron posteriormente en el recopilatorio The Bootleg Series Vol. 8: Tell Tale Signs - Rare and Unreleased 1989-2006.

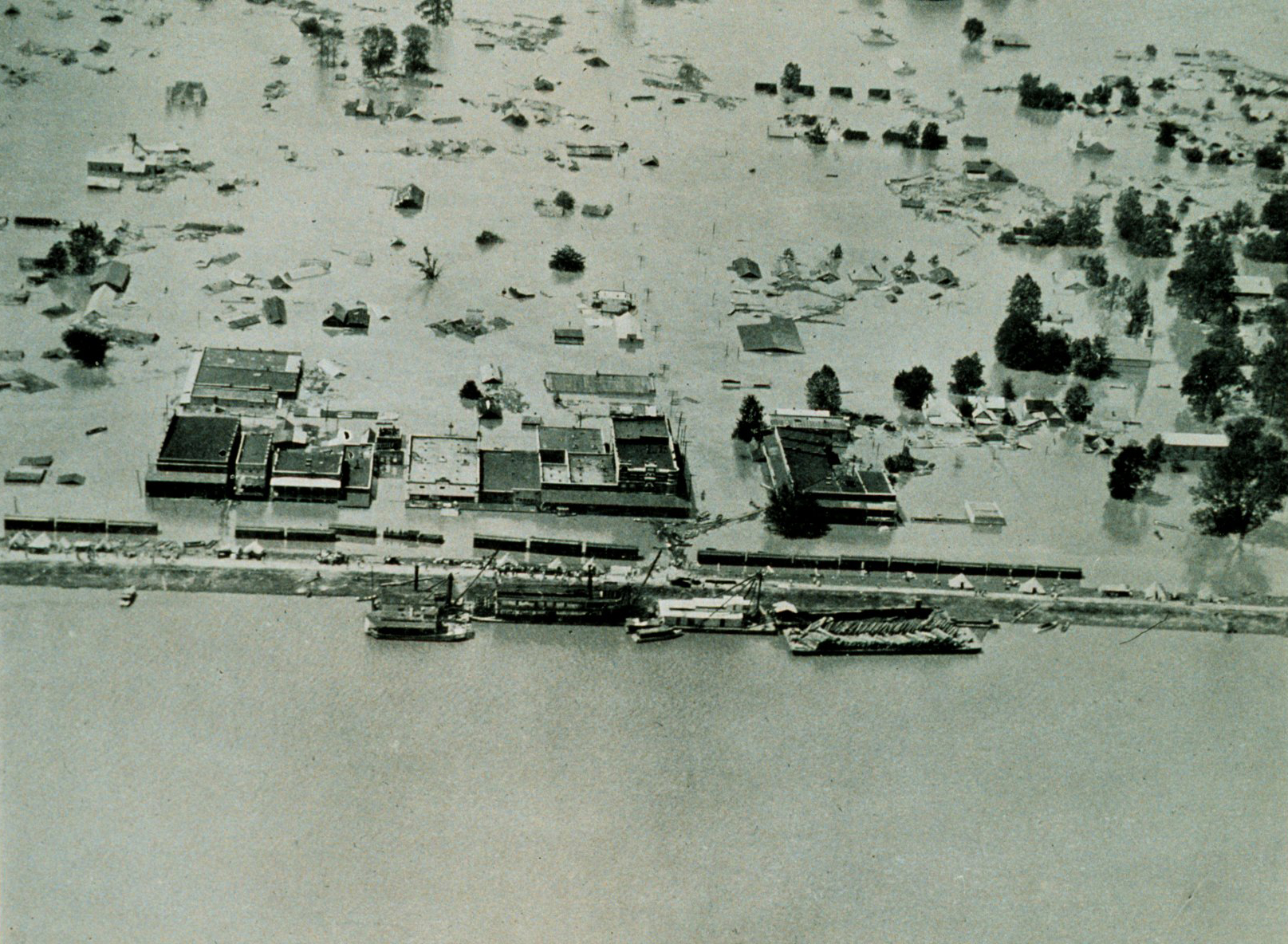
Inundación de Arkansas City por la crecida del río Misisipi en 1927, fenómeno que inspiró la canción «High Water Rising» de Charley Patton y el posterior homenaje de Dylan a la canción.

La canción «High Water (For Charley Patton)» es un homenaje al tema de Charley Patton «High Water Rising», que relata la Gran Inundación del río Misisipi de 1927 al igual que otras canciones de la cultura folk tradicional de Estados Unidos como «When the Levee Breaks», compuesta por Kansas Joe McCoy y Memphis Minnie y versionada por el propio Dylan en el álbum de 2006 Modern Times con una letra distinta. «High Water (for Charley Patton)» incluye versos extraídos de la canción tradicional «The Cuckoo» y de «Dust My Broom», de Robert Johnson.
Según el columnista Tim Riley, la canción «Po' Boy» «suena casi como si hubiera sido grabado en 1920. Te deja colgando al final de cada puente, deja a la banda marcando el rastro de las palabras que comprime en cada verso, lo que le da un reacio encanto». El álbum cierra con «Sugar Baby», una balada de larga duración con imaginario evocativo y apocalíptico y con una producción cargada de eco. Alabada como «un final del que estar orgulloso», Riley escribió sobre la canción que «está construida sobre un riff sencillo que resulta cautivadoramente premonitorio». El verso «Look up, look up, seek your maker, 'fore Gabriel blows his horn» (lo cual puede traducirse al español como: «Mira arriba, mira arriba, busca al Hacedor, antes de que Gabriel toque su trompeta») está extraído de la canción «Lonesome Road», interpretada por Frank Sinatra.
Riley también escribió en su crónica de "Love and Theft": «La voz de Dylan en el álbum se desplaza hábilmente entre lo irónico y lo humilde, cantando «I'm not quite as cool or forgiving as I sound» (lo cual puede traducirse al español como: «No soy tan bueno o comprensivo como sueno») en «Floater», lo cual es divertido o espeluznante, y probablemente algo de las dos cosas».

## Acusaciones de plagio
"Love and Theft" generó controversia cuando algunos medios de comunicación demostraron similitudes entre las letras del álbum y el trabajo del escritor japonés Junichi Saga. Traducido el inglés por John Bester, el libro Confessions of a Yakuza es una biografía de uno de los últimos jefes de la yakuza japonesa. En el artículo publicado en The Wall Street Journal, se relaciona el verso «I'm not quite as cool or forgiving as I sound» de la canción «Floater» con la frase «I'm not as cool or forgiving as I might have sounded», extraída del libro. Otro verso de la canción, «My old man, he's like some feudal lord», se relacionó con una de las primeras frases del libro, «My old man would sit there like a feudal lord». No obstante, cuando fue informado, Saga se sintió honrado y no acusó de plagio al músico.
Dylan respondió a las acusaciones en una entrevista concedida a la revista The Times en 2001: «Estos renombrados conocedores de la música de Bob Dylan… No siento que ellos conozcan algo, o que tengan alguna sospecha de quién soy yo y qué hago. Sé que ellos creen saberlo, y resulta ridículo, resulta chistoso, y triste. ¿Esa gente ha pasado mucho tiempo pensando en quién? ¿En mí? Que tengan una vida, por favor. No están sirviendo bien a su propia vida. Están perdiendo su vida».

## Recepción
"Love and Theft" obtuvo críticas favorables de la prensa musical en su mayoría, con una calificación ponderada de 93 sobre 100 en la página Metacritic, la más alta para un trabajo de Dylan. El crítico Robert Christgau escribió para The Village Voice: «Antes de que el estudioso Eric Lott se excite demasiado porque le robasen su título... debería recordar que Dylan llamó a su primer álbum de versiones Self Portrait. Dylan entendía ese título, desde luego, y entiende este también, lo que no hace a "Love and Theft" su álbum de trovadores del mismo modo en que «Minstrel Boy», de Self Portrait, tampoco es su canción de juglares. Toda la música pop es amor y robo, y en cuarenta años de discos cuyas fuentes han inspirado volúmenes de exégesis escolásticas, Dylan nunca ha abrazado esa verdad tan cálidamente. Bromas, adivinanzas y revelaciones surgirán durante años, pero dejemos que los que trazan sus vidas por las parábolas de Dylan desentreñen los detalles. Siempre voy con el tono, el espíritu, la música. Si Time Out of Mind fue su álbum de la muerte -no lo fue, pero ya sabes lo que dice la gente-, este es su álbum de la inmortalidad. Describe un círculo eterno que hace su gruñido canoso tan jugoso como la voz tenor de Justin Timberlake, y también la de Tony Bennett. Es profundo, con lo que me refiero a que es divertido. Dylan dice: «Estoy sentado en mi reloj para poder llegar a tiempo», porque tiene un montón de tiempo».
El álbum fue elegido como el mejor disco del año en la encuesta Pazz & Jop por los lectores de The Village Voice y por la revista Rolling Stone. En 2012, Rolling Stone situó a "Love & Theft" en el puesto 384 de la lista de los 500 mejores álbumes de todo los tiempos, mientras que Newsweek lo situó como el segundo mejor álbum de la década y la revista Glide en el primer puesto en sucesivas clasificaciones elaboradas por críticos musicales.

## Título y formatos del álbum
El título del álbum está inspirado en el libro Love and Theft: Blackface Minstrelsy and the American Working Class, del historiador Eric Lott, publicado en 1993.
Columbia Records publicó "Love and Theft" en dos formatos físicos: CD y disco de vinilo. El primer formato incluyó a su vez, una versión normal con el disco original, y una versión deluxe con un disco extra con versiones de dos canciones, «I Was Young When I Left Home» y «The Times They Are a-Changin'», grabadas en 1961 y 1963 respectivamente. Debido a la duración de algunas canciones, el álbum se publicó como doble disco de vinilo de 180 gramos.
El álbum fue remasterizado y reeditado el 16 de septiembre de 2003 en formato SACD junto a otros quince discos del catálogo musical de Dylan.

## Lista de canciones
Todas las canciones escritas y compuestas por Bob Dylan. 
| N.º   | Título                            | Duración |  |
| 1.    | «Tweedle Dee & Tweedle Dum»       | 4:46     |  |
| 2.    | «Mississippi»                     | 5:21     |  |
| 3.    | «Summer Days»                     | 4:52     |  |
| 4.    | «Bye and Bye»                     | 3:16     |  |
| 5.    | «Lonesome Day Blues»              | 6:05     |  |
| 6.    | «Floater (Too Much to Ask)»       | 4:59     |  |
| 7.    | «High Water (For Charley Patton)» | 4:04     |  |
| 8.    | «Moonlight»                       | 3:23     |  |
| 9.    | «Honest with Me»                  | 5:49     |  |
| 10.   | «Po' Boy»                         | 3:05     |  |
| 11.   | «Cry a While»                     | 5:05     |  |
| 12.   | «Sugar Baby»                      | 6:40     |  |
| 57:25 |                                   |          |  |

| Disco extra (edición limitada) |                                                                                         |          |  |
| N.º                            | Título                                                                                  | Duración |  |
| 1.                             | «I Was Young When I Left Home» (Grabada el 22 de diciembre de 1961)                     | 5:24     |  |
| 2.                             | «The Times They Are a-Changin'» (Versión alternativa, grabada el 23 de octubre de 1963) | 2:56     |  |
| 8:20                           |                                                                                         |          |  |

## Personal
- Bob Dylan: guitarra, piano y voz
- Larry Campbell: guitarra, banjo, mandolina y violín
- Charlie Sexton: guitarra
- Tony Garnier: bajo
- Augie Meyers: acordeón, órgano Hammond B3 y órgano Vox
- David Kemper: percusión
- Clay Meyers: bongos

## Posición en listas
| País              | Lista                    | Posición |
| ----------------- | ------------------------ | -------- |
| Alemania          | Media Control Charts     | 4        |
| Australia         | ARIA Albums Chart        | 6        |
| Austria           | Ö3 Austria Top 40        | 2        |
| Bélgica (Flandes) | Ultratop 200 Albums      | 7        |
| Bélgica (Valonia) | Ultratop 200 Albums      | 9        |
| Canadá            | Canadian Albums Chart    | 3        |
| Dinamarca         | Album Top 40             | 1        |
| Estados Unidos    | Billboard 200            | 5        |
| Estados Unidos    | Top Internet Albums      | 1        |
| Finlandia         | Finnish Charts           | 16       |
| Francia           | SNEP Albums Chart        | 13       |
| Italia            | IFPI Italia              | 2        |
| Noruega           | VG-lista Top 40 Albums   | 1        |
| Nueva Zelanda     | New Zealand Albums Chart | 3        |
| Países Bajos      | Mega Albums Top 100      | 16       |
| Reino Unido       | UK Albums Chart          | 3        |
| Suecia            | Albums Top 60            | 1        |
| Suiza             | Swiss Top Albums 100     | 3        |